# François Hédelin

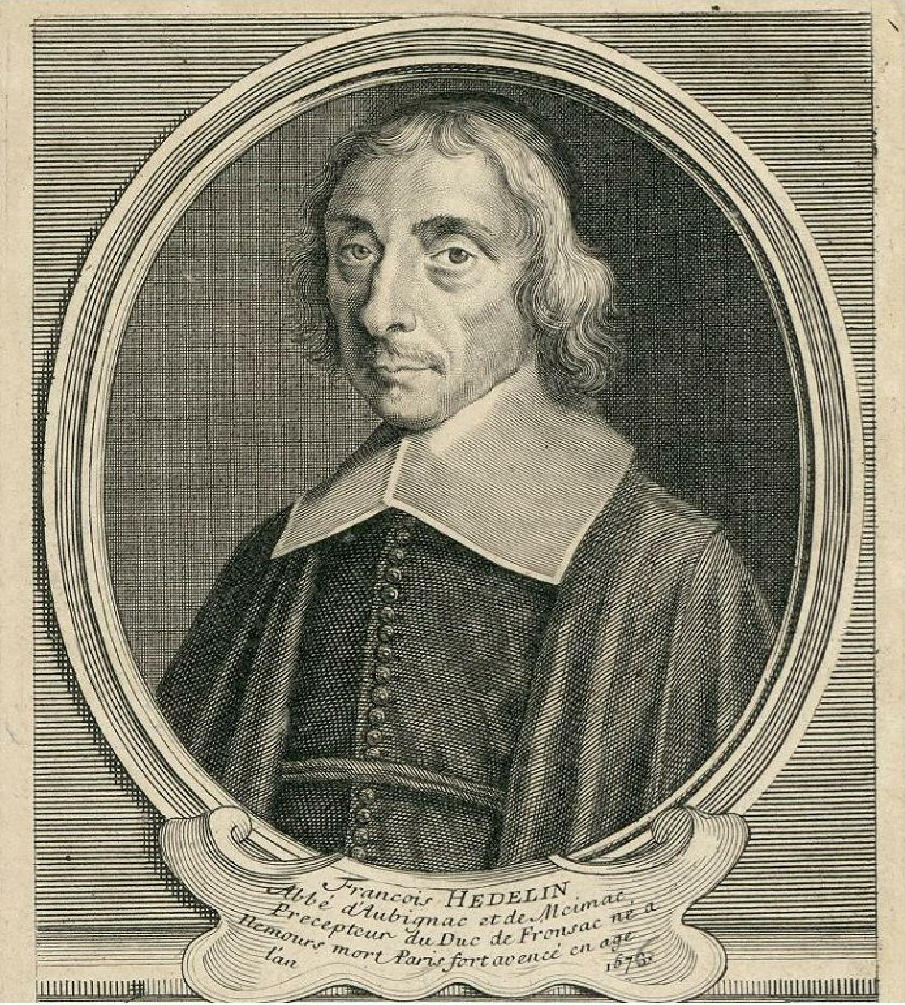
François Hédelin

François Hédelin, abbé d’Aubignac et de Meymac (* 4. August 1604 in Paris; † 25. Juli 1676 in Nemours, heute im Département Seine-et-Marne) war ein französischer Schriftsteller, Dramaturg, Poet und Theoretiker des französischen Theaters des 17. Jahrhunderts.
François Hédelin verfasste eine für das französische Theater des 17. Jahrhunderts wichtige Theorie der aristotelischen drei Einheiten und beschrieb diese 1657 in seinem Hauptwerk La Pratique du Théâtre.

## Leben
François Hédelin war der Sohn von Claude Hédelin, einem Anwalt am Pariser Gerichtshof, und von Catherine Paré, der Tochter des berühmten Pariser Chirurgen Ambroise Paré. François Hédelin trat zunächst in die Fußstapfen seines Vaters und arbeitete einige Jahre als Jurist in Nemours. Im Jahr 1631 wurde er dann zum Hauslehrer des Herzogs von Fronsac, Jean Armand de Maillé-Brézé, einem Neffen des Kardinals Richelieu, berufen, der ihn zum Abt von Aubignac und Mainac ernannte. Der Tod des Herzogs von Fronsac 1646 in Orbetello beendete seine Hoffnungen auf weitere Beförderungen und ging als Abt d’Aubignac nach Nemours zurück. Fortan beschäftigte er sich mit der Literatur.
Trotz aller Bemühungen schaffte er es nicht, in die Académie Française aufgenommen zu werden. Dieser Misserfolg und zweifellos der Tod Richelieus, der die Arbeiten d’Aubignacs sehr geschätzt und gefördert hatte, zögerten wohl die Veröffentlichung seines Hauptwerkes, die Pratique du Théâtre, bis ins Jahre 1657 heraus. Zuvor bemühte sich d’Aubignac im Zeitraum zwischen 1642 und 1650 um das Verfassen von vier Tragödien: einer „tragédie mythologique“, einer „tragédie nationale“, einer „tragédie chrétienne“ und einer „Zénobie“(1645), die allesamt mäßigen Erfolg verzeichneten.
D’Aubignac zog seine Kreise unter anderem in der „Académie allégorique“ und der „Académie des Belles Lettres“, im Zuge dessen er seine Kritik beispielsweise gegen Moderomane und insbesondere gegen Pierre Corneille richtete.
In seiner Dissertation (Conjectures académiques, 1670), die erst 40 Jahre nach seinem Tod veröffentlicht wurde, beschäftigte er sich außerdem mit der „Homerischen Frage“. Darin prangerte er die Inkohärenz und den barbarischen Archaismus der Homerischen Dichtkunst an und zweifelte schließlich an der gesamten Existenz Homers.

## La Pratique du Théâtre
D’Aubignacs Pratique du Théâtre steht in engem Zusammenhang zu anderen Dramentheorien des 17. Jahrhunderts. Ihnen gemeinsam ist die Forderung nach der Beachtung der drei Einheiten, die Orientierung der dramatischen Handlung an den Gesetzen der vraisemblance und der bienséance, die Unterordnung der Komödie unter die Tragödie und die Berufung auf die Autorität des Aristoteles, der, zusammen mit Horaz, für die Propagierung eines belehrenden Theaters steht.

### Entstehungsgeschichte
D’Aubignac begann bereits 1640 mit der Arbeit an Pratique du Théâtre, nachdem er von Richelieu die Anregung dazu bekam, dessen Protégé er war und für den er bereits das Projet pour le rétablissement du théâtre français verfasst hatte. Darin enthalten finden sich Vorschläge, wie dass das Prestige des Theaters um den Preis seiner Reglementierung zu verbessern sei. Der Tod Richelieus im Jahre 1642 ließ d’Aubignacs Arbeit an der Pratique du Théâtre vorübergehend zum Erliegen kommen, sodass er sich erst 1657 auf Bitten seiner Freunde zur Veröffentlichung entschloss. D’Aubignac setzt an den Anfang seiner Ausführungen eine Liste von Theoretikern des 16. und 17. Jahrhunderts, mit denen er in den wesentlichen Punkten übereinstimmt. Dabei zu finden sind neben Aristoteles und Horaz die Namen von Castelvetro, Vida, Heisius, Vossius, Scaliger und La Mesnardière.
Der Autor, der allerdings am häufigsten genannt wird, ist Pierre Corneille. Zumeist wird dieser von d’Aubignac als Vorbild erwähnt, nicht selten aber auch kritisiert. Im Laufe der Zeit hat sich ein Spannungsverhältnis der zwei Autoren entwickelt. Corneille schien sich durch die Pratique herausgefordert gefühlt zu haben und veröffentlichte drei Jahre später (1660) seinen eigenen Beitrag zur klassischen Dramentheorie, die Trois Discours sur le Poème dramatique. Obwohl Corneille ständig auf d’Aubignac anspielte, wurde er jedoch nie direkt namentlich erwähnt.

### Inhalt
Obwohl das Werk des Abbé inhaltlich keine neue Initiative entfaltet, sondern vielmehr die bisherige Tendenz der Dramentheorie bestätigen und konsolidieren möchte, hat es doch in zweierlei Hinsicht ein entschieden eigenes Profil. Erstens fällt die starke Berücksichtigung der Theaters auf, worauf d’Aubignac bereits durch den Titel seiner Abhandlung hinweist. Er hebt von Anfang an hervor, dass er großen Wert darauf legt, sich auf diesem Gebiet von seinen Vorgängern zu unterscheiden. Obwohl er Aristoteles mehr als 60 Mal zitiert und obwohl auch bei ihm die Praxis letztlich immer wieder auf die Theorie zurückbezogen wird, so ist es doch richtig, dass er von allen Theoretikern des 17. Jahrhunderts am stärksten um die Vermittlung von Theorie und Praxis bemüht ist. So erwies sich beispielsweise sein Ratschlag, die Tragödie so nahe wie möglich an der Katastrophe beginnen zu lassen, weil dies ein hohes Maß an Konzentration erfordere, als besonders zukunftsträchtig. Weitere, zum Teil detaillierte Hinweise die Theaterpraxis betreffend, beschäftigen sich unter anderem mit Fragen zur Aktteilung oder Szenenführung.
Hervorzuheben ist ebenfalls, dass d’Aubignac bei seinen Überlegungen bereits die Wirkung des Theaters auf den Zuschauer bedenkt, was im sechsten Kapitel des ersten Buches bereits im Titel ersichtlich wird (Des spectateurs et comment le poète les doit considérer).
D’Aubignacs Pratique du Théâtre setzt sich aus vier Büchern zusammen. Das erste Buch behandelt die äußeren Bedingungen der Darstellung und der l’Action dramatique, zu welchen Aubignac Vorschläge anbringt und allgemeine Grundsätze festlegt. Er antwortet damit auf die Attacken, unter denen das zeitgenössische Theater litt, und stellte die Notwendigkeit heraus, dass Schauspiel im Rahmen der Republik und unter dem Prestige, unter welchem in vergangener Zeit das Théâtre des Anciens stand, zu begreifen. Dabei versucht er die Theorie mit der Praxis in Verbindung zu bringen, indem er beispielsweise die Anwendung der Regeln des Theaters mit dem Dekoration der Szenen erläutert.
Das zweite Buch stellt den Stoff der Stücke in den Vordergrund. Aubignac unterstreicht die Wichtigkeit der Vraisemblance, der Unités (Einheiten), untersucht den Vorgang der Action (Handlung) und führt Überlegungen zur Tragi-comédie aus. Im dritten Buch beschreibt d’Aubignac die quantitativen Elemente des Poème Dramatique, wie die Episoden, den Chor, die Akte und Szenen, Monologe, Zwischentexte und Strophen. Das vierte Buch widmet sich schließlich der Ausdrucksweise, wie dem Discours, der Narration und den Figures.

### Vraisemblance
Der Begriff der vraisemblance, welcher heute mit Glaubwürdigkeit und Wahrscheinlichkeit übersetzt werden kann, ist bereits seit der Poetik des Aristoteles ein Kernpunkt der Dramentheorie. Er schafft eine Verbindung der Illusion, der Wirklichkeit und der Idealisierung der höfischen Welt in der Theorie des klassischen Theaters.
Zwar war vraisemblance bereits vor d’Aubignac ein zentraler Begriff der Dramentheorie, eine derartig beherrschende Rolle in einem so umfangreichen Kontext hat sie aber noch kaum gespielt. D’Aubignac geht davon aus, dass Dichtung im Grunde Fiktion, also eine Lüge, sei und folglich nicht die Dinge produziere, sondern nur eine Imitation von ihnen. Aus diesem Grund ist es für den Autor wichtig, die Nachahmung so zu gestalten, dass sie nicht mehr als solche wirke, sondern die Illusion der Authentizität hervorrufe. Dramatische Dichtung sei umso wirkungsvoller, je mehr sie den Anschein der Wahrheit habe, das heißt je mehr sie im wahrsten Sinne des Wortes vrai – semblable sei.
Das Theater bei d’Aubignac soll in seiner Nachahmung ein « image parfaite » der Zeit, des Ortes, der Personen, der Würde, der Bilder, der Mittel und der Vernunft zu handeln sein. Deswegen müsse die Repräsentation der Umstände komplett sein und die Vraisemblance müsse in all diesen Bereichen verinnerlicht sein. Hinsichtlich dieser Feststellung beurteilt d’Aubignac, was auf der Bühne zu erlauben und was zu verurteilen ist. Die Dinge müssen wahr sein, oder zumindest wahr sein können. Nach dieser Annahme genehmigt d’Aubignac alle Handlungen und Texte, die von den Agierenden plausibel gemacht oder gesagt werden könnten. Dies bezieht er auch auf alle Ereignisse die den ersten Auftritten folgen, da man auch von diesen annehmen soll, dass sie sich wahrscheinlich in solch einer Weise vollziehen könnten und sollten. Im Gegenteil verurteilt d’Aubignac alle Repräsentationen von Dingen, die die Personen, die Orte, die Zeit oder die ersten Auftritte des Dramas betreffen, die normalerweise nicht gesagt oder getan werden sollen. „Tant il est vrai que la Tragédie se considère principalement en soi, comme une Action véritable.“
Wichtig dabei ist, dass der Poet die Dinge so beschreiben soll, dass sie der Zuschauer als bewundernswert empfindet, denn „il ne travaille que pour leur plaire.“ Der Verfasser solle also nach d’Aubignac nur die nobelsten Vorfälle der Geschichte beschreiben, all seine Figuren in die angenehmsten Zustände führen, die anschaulichsten Figuren der Rhetorik und die größten Leidenschaften der Moral verwenden. Dabei soll er nicht verstecken, was das Publikum wissen müsse und dieses erfreue, jedoch soll er auf diejenigen Dinge verzichten, die sie schockieren.
Die vraisemblance wird bei d’Aubignac somit zum wichtigsten Charakteristikum des Poème Dramatique, da sie sich in jedem Bereich ausdrücke und dort versuche, durch Nachahmung die Natur in ihrer Wahrheit und Wahrscheinlichkeit darzustellen:

« Mais quand il considère en sa Tragédie l’Histoire véritable ou qu’il suppose être véritable, il n’a soin que de garder la vraisemblance des choses, et d’en composer toutes les Actions, les Discours, et les Incidents, comme s’ils étaient véritablement arrivés. Il accorde les pensées avec les personnes, les temps avec les lieux, les suites avec les principes. Enfin il s’attache tellement à la Nature des choses, qu’il n’en veut contredire ni l’état, ni l’ordre, ni les effets, ni les convenances; et en un mot il n’a point d’autre guide que la vraisemblance, et rejette tout ce qui n’en porte point les caractères. »

Damit dies gelingt, ist auch die Rolle des Schauspielers und dessen Schauspielstil entscheidend, denn dieser müsse zum einen so tun, als ob keine Zuschauer präsent wären und zum anderen, als ob er beispielsweise tatsächlich der König, und nicht ein Schauspieler im l’Hôtel de Bourgogne in Paris sei. D’Aubignac beschreibt somit die Respektierung der Vierten Wand, wie sie auch heute noch im Theater der klassischen Guckkastenbühne bezeichnet wird.

### Bienséance
Die bienséance nimmt ihren Ursprung bei Horaz, hinterlässt seit 1630 jedoch in verschiedensten Theatertheoretischen Texten ihre Spuren. Sie zeichnet sich vor allem durch einen moralisierenden und rationalisierenden Kunstaspekt aus. Die bienséance betrifft ihrerseits die „harmonie interne“ eines Werkes sowie die Harmonie zwischen dem Werk und dem Publikum. Dabei soll weder der Geschmack noch die Vorurteile der Zuschauer geschockt werden. Die bienséance beinhaltet technische Grundsätze und moralische Vorschläge, wie beispielsweise den Anstand der ethischen Ordnung, die Beständigkeit der Charaktere im Werk oder das Verbot jeglicher Andeutung auf das sinnliche Leben der Figuren. Ein Beispiel dafür ist der Verzicht auf die Darstellung von Mord oder Tod auf der Bühne.
Daraus folgt, dass die bienséance, auch bei d’Aubignac, im Einklang mit der Vraisemblance gesehen werden muss. Obwohl der Versuch unternommen werden soll, die Wahrheit auf fiktive Weise herzustellen, rechtfertigt dies nicht eine Ausschmückung von unerwünschten Tatsachen. So sei es zwar wahr, dass Nero seine Mutter erdrosseln und anschließend ihren Leib öffnen ließ, jedoch seien solche Barbareien nicht für das Theater geeignet, da sie für den Zuschauer scheußlich und untragbar seien. Die vraisemblance muss bei d’Aubignac also aus der Perspektive der bienséance betrachtet werden, denn nicht nur die Illusion der Wahrheit zeichnet das Wahrscheinliche aus; es ist auch vor allem die Schicklichkeit, die dem geltenden Geschmack und der Norm nicht widersprechen darf. Indem die bienséance somit das „Nachahmbare“ auf das „Schickliche“ reduziert, wird die vraisemblance an ästhetische, moralische und, infolgedessen, ebenfalls an politische Normen des bestehenden Gesellschaftssystems des 17. Jahrhunderts gebunden.
Auch im deutschsprachigen Raum findet sich die bienséance bei Johann Christoph Gottsched wieder, der sich beispielsweise gegen jegliche Repräsentation von Blut auf der Bühne richtete. D’Aubignac empfahl schließlich, die schrecklichen und überflüssigen Aspekte im Theater zu verstecken, indem auf den récit, den Botenbericht zurückgegriffen werden sollte.

### Die drei Einheiten
Die drei Aristotelischen Einheiten, die, wie ihr Name bereits sagt, auf die Ausführungen der Poetik von Aristoteles zurückgehen, sind im Theaterdiskurs des 17. Jahrhunderts in vielerlei Schriften von Bedeutung und finden sich so auch bei d’Aubignac.
- Die Einheit der Handlung

Die Einheit der Handlung (L’Unité de L’Action) legt fest, dass in jedem Stück nur eine Haupthandlung im Vordergrund stehen soll, worin d’Aubignacs Auffassung sich weitgehend mit der von Aristoteles deckt. Die Nebenhandlungen müssen dabei der Haupthandlung untergeordnet sein und gleichzeitig mit dieser in Bezug stehen, sodass jeder Strang und jede Szene des Stückes gerechtfertigt und der Handlung des Stückes von Nutzen ist. Um diesen Aspekt zu verdeutlichen, stellt d’Aubignac einen Vergleich zwischen einem Theaterstück und einem Gemälde an:

« Il est certain que le Théâtre n’est rien qu’une Image, et partant comme il est impossible de faire une seule image accomplie de deux originaux différents, il est impossible que deux Actions (J’entends principales) soient représentées raisonnablement par une seule Pièce de Théâtre. »

„Es ist sicher, dass das Theater nichts als ein Bild ist, und so wie es unmöglich ist, aus zwei unterschiedlichen Originalen ein einziges Bild zu kreieren, so ist es auch unmöglich, zwei Haupthandlungen vernünftig in einem einzigen Theaterstück zu repräsentieren.“

- Die Einheit der Zeit

Die von Aristoteles beschriebene Einheit der Zeit (L’Unité de Temps) soll sich seiner Angaben nach in einer „révolution de soleil“ vollziehen, oder diesen Rahmen nur wenig überschreiten, um im Theater zeitlich repräsentierbar zu sein. D’Aubignac weist auf die zwei verschiedenen Arten hin, nach denen sich dieser Sonnenumlauf deutet lässt: Einerseits könne darunter ein Tag im Sinne von 24 Stunden verstanden werden, andererseits könne dies auch die Dauer zwischen dem Sonnenaufgang und dem Sonnenuntergang beschreiben. D’Aubignac schlägt eine Ausrichtung der Zeit auf 12, 6 oder gar 3 Stunden vor. Er unterscheidet in der Pratique jedoch zusätzlich zwei Arten von Dauer, die im Hinblick auf das Poème Dramatique für ihn von Bedeutung zu sein scheinen.
Die erste Dauer ist die Dauer der vorgeführten Handlung, das heißt die Aufführungsdauer vom Betreten der Bühne des ersten Schauspielers bis zum Verlassen der Bühne am Ende des Stückes.
Die zweite Dauer ist die bereits angesprochene, wirkliche Dauer der inhaltlichen Darstellung. Ist diese zu lang, so sei der Zuschauer eventuell gelangweilt oder im Geiste ermüdet. Ist sie hingegen zu kurz, riskiere man, dass sie das Publikum nicht ausreichend unterhalten könne.
- Die Einheit des Ortes

Die Einheit des Ortes (L’Unité de Lieu) beschreibt das Streben danach, den Handlungsort von Anfang bis Ende des Stückes gleich zu halten und auf Ortswechsel zu verzichten. Diese Einheit, die von Aristoteles ignoriert wurde und zum ersten Mal 1570 bei Castelvetro auftauchte, wird von d’Aubignac stark unterstützt. Er argumentiert einerseits im Sinne der Vraisemblance und meint, es sei lächerlich, wenn die Personen an diverse Orte rückten. Gleichzeitig argumentiert er damit, dass der Ort sich nicht verändern könne, da sich die Szene im Theater während der Vorstellung auch nicht ändern ließe.
Stell sich d’Aubignac in seinem Werk Pratique de Théâtre ganz klar als Vertreter der drei Einheiten heraus, so haben doch bereits Literaturwissenschaftler wie B.J. Bourque darauf hingewiesen, dass sich d’Aubignac als Theoretiker stark von dem d’Aubignac als Dramaturg unterscheidet. In Folge der Analysen seiner Tragödien La Cyminde, La Pucelle d‘Orléans und Zénobie konnte festgestellt werden, dass es d’Aubignac nicht gelungen ist, seine in seinen theoretischen Schriften festgelegten Regeln selbst praktisch umzusetzen. Lediglich die Unité de Temps scheint von ihm in seinen Stücken eingehalten zu werden, wobei der zeitliche Rahmen hier jedoch folglich die Regeln der vraisemblance verletze. Hinsichtlich der Unité de Lieu und der Unité de L’Action fand sich bei den Analysen immer mindestens ein Werk, welches die Regeln der Einheiten missachtete.

### Rezeption im deutschsprachigen Raum
Im Jahre 1657 in Paris veröffentlicht, wird die Pratique du Théâtre erst 1737 von Wolf Balthasar Adolf von Steinwehr, einem Schüler Gottscheds und Mitglied der Deutschen Gesellschaft in Leipzig, ins Deutsche übersetzt. Das Werk war seither sehr angesehen und hat einen beachtlichen Einfluss in Deutschland ausgeübt.
D’Aubignacs Ziel war es, mit seinem Werk zur Hochachtung und zum Prestige zurückzukehren, welche dem Theater der Antike zu seiner Zeit entgegengebracht wurden. Diese Auffassung deckt sich weitestgehend mit den Bemühungen eines der berühmtesten Theater- und Literaturtheoretiker des deutschen Sprachraums, Johann Christoph Gottsched, der ebenfalls besorgt über den Erhalt des Prestige der Doktrinen war und versuchte, die moralische Wirkungskraft der Kunst anzupreisen. Steinwehrs Übersetzung wurde daher sehr wertgeschätzt, denn dieser ermöglichte seinen Landsmännern die Überlieferung der Konzeption eines Theaters, welches eine Konformität hinsichtlich der Gesetze der Vernunft aufweist. Im Werk Beyträge zur critischen Historie der deutschen Sprache, Poesie und Beredsamkeit, welches von Mitgliedern der Deutschen Gesellschaft in Leipzig veröffentlicht wurde, findet sich folgende Reaktion auf das Werk d’Aubignacs:
„Kein Land und keine Sprache können ein Werk ausweisen, welches von dieser Art der Dichtkunst so lebhaft, so ordentlich und so gründlich geschrieben wäre. Der Abt von Aubignac trägt die besten Regeln, welche die Weltweisen gegeben, und die Alten so sorgfältig beobachtet haben, nicht allein in ihrer Ordnung vor; sondern erweist auch ihre Notwendigkeit, aus der Natur der Schaubühne und aus der Vernunft.“
Die Pratique du Théâtre war daher auch für den Zuschauer sehr nützlich, da dieser nun Zugang zum neu verständlichen Regelwerk hatte, welchem er bis dato eher ignorant gegenüberstand. Die Pratique galt schließlich als Möglichkeit zur Schließung der Lücken im Bereich der Theatertheorie in Deutschland.

## Werke
Tragödien
- La Cyminde (1642)
- La Pucelle d’Orléans (1642)
- Zénobie (1647)
- Le Martyre de Sainte Catherine (1650)

Theoretische Schriften
- Des Satyres brutes, monstres et démons, 1627
- Le Royaume de coquetterie, 1654
- La Pratique du théâtre, 1657
- Macarize, 1664
- Dissertation sur la condamnation des Théâtres, 1666
- Conjectures académiques sur l’Iliade, 1715.